# VV Zwartemeer in het seizoen 1959/60
Het seizoen 1959/1960 was het vijfde jaar in het bestaan van de Klazienaveense betaaldvoetbalclub Zwartemeer. De club kwam uit in de Tweede divisie B en eindigde daarin op de 13e plaats. Door de sanering in het betaald voetbal heeft de KNVB de onderste drie teams van beide divisies, aangevuld met de voorlaatsten van het seizoen ervoor, in een degradatiepoule geplaatst. Hierin haalde de club de eerste plaats.

## Wedstrijdstatistieken

### Tweede divisie B
|       | Be Quick | Enschedese Boys | Heerenveen | Hilversum | Oldenzaal | PEC   | Rheden | Tubantia | Velocitas | Velox | Zeist | Zwolsche Boys |
| ----- | -------- | --------------- | ---------- | --------- | --------- | ----- | ------ | -------- | --------- | ----- | ----- | ------------- |
| Thuis | 2 – 2    | 2 – 3           | 3 – 2      | 1 – 1     | 3 – 3     | 3 – 0 | 2 – 1  | 1 – 2    | 2 – 1     | 1 – 2 | 2 – 4 | 3 – 0         |
| Uit   | 2 – 0    | 4 – 2           | 4 – 1      | 3 – 1     | 1 – 1     | 2 – 1 | 1 – 2  | 1 – 1    | 2 – 1     | 1 – 0 | 2 – 1 | 2 – 4         |

### Degradatiecompetitie
| 1e speelronde                                                                                            | Zwartemeer                                                  | 0 – 0         | Rheden                                                      |
| 10 april 1960 Plaats: Klazienaveen Mr. Ovingstraat Toeschouwers: 3.500 Scheidsrechter: Jan Groenewoud    |                                                             |               |                                                             |
| 2e speelronde                                                                                            | Velocitas                                                   | 0 – 0         | Zwartemeer                                                  |
| 16 april 1960 Plaats: Groningen Stadspark Toeschouwers: 3.000 Scheidsrechter: Wim Beltman                |                                                             |               |                                                             |
| 3e speelronde                                                                                            | Zwartemeer                                                  | 0 – 1 (0 – 1) | Baronie                                                     |
| 18 april 1960 Plaats: Klazienaveen Mr. Ovingstraat Toeschouwers: 4.000 Scheidsrechter: Jaap Bijleveld    |                                                             |               | 30' Piet van den Broek                                      |
| 4e speelronde                                                                                            | Xerxes                                                      | 0 – 1 (0 – 1) | Zwartemeer                                                  |
| 24 april 1960 Plaats: Rotterdam Xerxesweg Toeschouwers: 2.000 Scheidsrechter: Gerard Florin              |                                                             |               | 30' Katrinus van der Werf                                   |
| 5e speelronde                                                                                            | Zwolsche Boys                                               | 1 – 1 (0 – 0) | Zwartemeer                                                  |
| 1 mei 1960 Plaats: Zwolle Gemeentelijk Sportpark Toeschouwers: 4.500 Scheidsrechter: D.I. Jansen         | Hennie van Nee 64'                                          |               | 55' Tonny Roosken                                           |
| 6e speelronde                                                                                            | Zwartemeer                                                  | 3 – 1 (2 – 0) | ONA                                                         |
| 4 mei 1960 Plaats: Klazienaveen Mr. Ovingstraat Toeschouwers: 7.000                                      | Job Drent 11' Jan Wolters 43', 53'                          |               | 57' A. van Adrichem                                         |
| 7e speelronde                                                                                            | UVS                                                         | 0 – 0         | Zwartemeer                                                  |
| 8 mei 1960 Plaats: Leiden Wassenaarseweg Toeschouwers: 4.500 Scheidsrechter: Henk Gennissen              |                                                             |               |                                                             |
| 8e speelronde                                                                                            | Rheden                                                      | 1 – 4 (0 – 0) | Zwartemeer                                                  |
| 15 mei 1960 Plaats: Rheden Thomassen-terrein Toeschouwers: 2.200 Scheidsrechter: Jan Mondeel             | Ap Bosveld 61'                                              |               | 67', 85' Tonny Roosken 69' Theo Kalter 80' (pen.) Job Drent |
| 9e speelronde                                                                                            | Zwartemeer                                                  | 1 – 0 (0 – 0) | Velocitas                                                   |
| 22 mei 1960 Plaats: Klazienaveen Mr. Ovingstraat Toeschouwers: 6.000 Scheidsrechter: Lau van Ravens      | Job Drent 53'                                               |               |                                                             |
| 10e speelronde                                                                                           | Baronie                                                     | 2 – 3 (1 – 2) | Zwartemeer                                                  |
| 26 mei 1960 Plaats: Breda Fatimastraat Toeschouwers: 2.500 Scheidsrechter: Ad Boogaerts                  | Piet van den Broek 2' Kees van de Berghe 55'                |               | 4', 26' Tonny Roosken 87' Hans Kalter                       |
| 11e speelronde                                                                                           | Zwartemeer                                                  | 1 – 1 (0 – 1) | Xerxes                                                      |
| 29 mei 1960 Plaats: Klazienaveen Mr. Ovingstraat Toeschouwers: 4.000 Scheidsrechter: Wim Beltman         | Job Drent 65'                                               |               | 44' Martin Snoeck                                           |
| 12e speelronde                                                                                           | Zwartemeer                                                  | 2 – 2 (1 – 0) | Zwolsche Boys                                               |
| 4 juni 1960 Plaats: Klazienaveen Mr. Ovingstraat Toeschouwers: 4.000 Scheidsrechter: Andries van Leeuwen | Jan Smit 23' Gerard Lippold 70'                             |               | 55' Rein van Veen 74' Tjeerd Henstra                        |
| 13e speelronde                                                                                           | ONA                                                         | 1 – 2 (0 – 1) | Zwartemeer                                                  |
| 6 juni 1960 Plaats: Gouda Walvisstraat Toeschouwers: 1.500 Scheidsrechter: Gorissen                      | Adrie van den Berg 75'                                      |               | 25', –' Tonny Roosken                                       |
| 14e speelronde                                                                                           | Zwartemeer                                                  | 5 – 1 (1 – 1) | UVS                                                         |
| 12 juni 1960 Plaats: Klazienaveen Mr. Ovingstraat Toeschouwers: 3.800 Scheidsrechter: Joop Martens       | Jan Smit 18' Gerard Lippold 48', –' Tonny Roosken Job Drent |               | 22' Wim van Kampen                                          |

## Statistieken Zwartemeer 1959/1960

### Eindstand Zwartemeer in de Nederlandse Tweede divisie B 1959 / 1960
| Stand | Gespeeld | Gewonnen | Gelijk | Verloren | Punten | Doelpunten voor | Doelpunten tegen |
| ----- | -------- | -------- | ------ | -------- | ------ | --------------- | ---------------- |
| 13e   | 24       | 7        | 5      | 12       | 19     | 40              | 46               |

### Topscorers
| #              | Naam                | Goal |
| -------------- | ------------------- | ---- |
| 1.             | Tonny Roosken       | 15   |
| 2.             | Job Drent           | 4    |
| 3.             | Foppe ten Hoor      | 3    |
| 3.             | Hans Kalter         | 3    |
| 5.             | Andries Kalter      | 2    |
| 5.             | Theo Kalter         | 2    |
| 5.             | Bé Koops            | 2    |
| 5.             | Dirk Schievink      | 2    |
| 5.             | Jan Smit            | 2    |
| 10.            | Willy Hoogenberg    | 1    |
| 10.            | Herman Kalter       | 1    |
| 10.            | Gerard Lippold      | 1    |
| 10.            | Marinus Poth        | 1    |
| Eigen doelpunt |                     |      |
| –              | Jan Tielbaard (PEC) | 1    |
| Totaal         | Totaal              | 40   |

| #      | Naam                  | Goal |
| ------ | --------------------- | ---- |
| 1.     | Tonny Roosken         | 8    |
| 2.     | Job Drent             | 5    |
| 3.     | Gerard Lippold        | 3    |
| 4.     | Jan Smit              | 2    |
| 4.     | Jan Wolters           | 2    |
| 6.     | Hans Kalter           | 1    |
| 6.     | Theo Kalter           | 1    |
| 6.     | Katrinus van der Werf | 1    |
| Totaal | Totaal                | 23   |